# Sandy (telefilm)
Sandy és un telefilm alemany de Max Zähle del 2018. És el cinquè episodi de la sèrie de pel·lícules de ficció criminal d'ARD Més enllà del Nord amb els intèrprets Hinnerk Schönemann i Henny Reents en els papers principals. S'ha doblat al valencià per a À Punt, que va emetre'l per primer cop el 26 de maig de 2024.
Sandy es va rodar del 12 d'octubre al 10 de novembre de 2016 a Travemünde amb la península de Priwall, a l'illa de Fehmarn i a Hamburg. La primera emissió l'11 de gener de 2018 al canal Das Erste va arribar als 5,85 milions d'espectadors i una quota d'audiència del 18,5 %.